# Quinto Fabio Ambusto (cónsul 412 a. C.)
Quinto Fabio Ambusto (en latín, Quintus Fabius M. f. Q. n. Vibulanus Ambustus) fue un magistrado romano.
Fue cónsul en 412 a. C. Al parecer era hijo del consular Marco Fabio Vibulano. Fue el primero de la gens patricia Fabia que tuvo el cognomen de Ambustus. A partir de este momento el nombre de Vibulanus decayó y el de Ambustus tomó su lugar. Este último nombre a su vez fue suplantado posteriormente por el de Máximo.